# شهرستان لیبرتی (تگزاس)
شهرستان لیبرتی، تگزاس (به انگلیسی: Liberty County, Texas) یک سکونتگاه مسکونی در ایالات متحده آمریکا است که در تگزاس واقع شده‌است.

## خصوصیات
شهرستان لیبرتی ۳٬۰۴۵٫۸۴ کیلومترمربع مساحت دارد.